# Стара кућа Иванке Првуловић
Стара кућа Иванке Првуловић налази се у Минићеву, и грађена је током прве деценије деветнаестог века.

## О самој кући
Кућа је стекла основ за упис у регистар према одлуци Извршног савета Скупштине општине Књажевац и сматра се непокретним културним добром великог значаја.